# Гаджиева, Вусала Амир кызы
Вусала (Вюсаля) Амир кызы Гаджиева (азерб. Vüsalə Hacıyeva; род. 3 октября 1999) — азербайджанская футболистка, полузащитница. Игрок сборной Азербайджана.

## Биография
Воспитанница азербайджанского футбола. На родине играла за ряд клубов, в том числе «Товуз», «Тяхсил», «Губек». В составе «Губека» (Белоканы) стала серебряным призёром национального чемпионата в сезоне 2018/19 и признана лучшим игроком сезона.
Летом 2018 года впервые перешла в российский клуб «Торпедо» (Ижевск). Дебютный матч в высшей лиге России сыграла 4 августа 2018 года против клуба «Рязань-ВДВ», заменив на 46-й минуте Кристину Фофанову, а всего в первом сезоне провела два матча. Пропустив первую половину сезона 2019 года, летом вернулась в ижевский клуб. 16 августа 2019 года забила свой первый гол в чемпионатах России, что позволило торпедовцам отобрать очки у «Чертаново» (1:1).
Выступала за юношескую и молодёжную сборную Азербайджана. В национальной сборной дебютировала в официальных матчах в 2019 году, сыграв 3 матча в отборочном турнире чемпионата Европы-2021.